# كراسيمير بالاكوف
كراسيمير بالاكوف (بالبلغارية: Красимир Балъков) مواليد 29 مارس 1966 في فيليكو ترنوفو، هو لاعب كرة قدم بلغاري سابق كان يلعب كلاعب وسط. سبق له أن لعب في كأس العالم لكرة القدم مع منتخب بلاده. لعب خلال مسيرته 517 مباراة سجل خلالها 132 هدفاً.

## أندية لعب لها
- سبورتينغ لشبونة
- نادي شتوتغارت

## روابط خارجية
- كراسيمير بالاكوف على موقع الاتحاد الدولي (مؤرشف)  (الإنجليزية)
- كراسيمير بالاكوف على موقع الاتحاد الأوربي (الإنجليزية)
- كراسيمير بالاكوف على موقع قاعدة بيانات كرة القدم.إي يو (الإنجليزية)
- كراسيمير بالاكوف على موقع بيانات كرة القدم. دي إي (الألمانية)
- كراسيمير بالاكوف على موقع ناشيونال فوتبول تيمز (الإنجليزية)
- كراسيمير بالاكوف على موقع Soccerway.com (الإنجليزية)
- كراسيمير بالاكوف على موقع عالم كرة القدم.نت (الإنجليزية)